# Master Shakespeare, Strolling Player
Master Shakespeare, Strolling Player è un film muto del 1916 diretto da Frederick Sullivan (con il nome Frederic Sullivan).
Il film commemorava i trecento anni dalla morte di William Shakespeare.

## Trama
L'attribuzione della paternità delle opere di Shakespeare provoca una lite e una conseguente rottura di fidanzamento tra Miss Gray e il tenente Stanton: la ragazza reputa che il vero autore sia Francis Bacon, Stanton difende la tesi che siano invece tutte attribuibili a Shakespeare, secondo la prassi comune. Il tenente, trasferito ai confini messicani, durante un combattimento resta gravemente ferito. Miss Gray, venendo a sapere delle sue condizioni, sviene e si ritrova trasportata ai tempi elisabettiani.
Qui, sogna che Francis Bacon si innamora di lei. Ma scopre anche che lui, ossessionato dalla gelosia per il talento di Shakespeare, ha pagato un cortigiano per diffondere ad arte la voce che il poeta abbia rubato le opere di cui sarebbe autore Bacon. Miss Gray, scoprendo così di aver sempre difeso il poeta sbagliato, si risveglia. Ritrova Stanton che, insieme a lei, recupera ben presto la salute.

## Produzione
Il film fu prodotto dalla Thanhouser Film Corporation. Venne girato in esterni in Florida a East Mayport. Altre riprese furono effettuate negli studi di New Rochelle, sede della compagnia di produzione.

## Distribuzione
Distribuito dalla Mutual Film (Mutual Masterpictures De Luxe Edition), uscì nelle sale cinematografiche USA il 20 aprile 1916.